# Ifeoma Nwoye
Ifeoma Nwoye - (Enugu Ukwu, 1 de mayo de 1993) es una deportista nigeriana que compite en lucha libre. Ganó dos medallas en los Juegos de la Mancomunidad entre los años 2010 y 2014. Obtuvo dos medallas en el Campeonato Africano de Lucha entre los años 2010 y 2016.

## Palmarés internacional
| Campeonato Africano       | Campeonato Africano | Campeonato Africano | Campeonato Africano |
| Año                       | Lugar               | Medalla             | Categoría           |
| ------------------------- | ------------------- | ------------------- | ------------------- |
| 2010                      | El Cairo (Egipto)   | Medalla de bronce   | 51 kg               |
| 2016                      | Alejandría (Egipto) | Medalla de plata    | 58 kg               |
| Juegos de la Mancomunidad |                     |                     |                     |
| Año                       | Lugar               | Medalla             | Categoría           |
| 2010                      | Deli (India)        | Medalla de oro      | 51 kg               |
| 2014                      | Glasgow ()          | Medalla de bronce   | 55 kg               |